# Anton Lahdenperä
Anton Lahdenperä (* 19. März 1985 in Gällivare) ist ein ehemaliger schwedischer Skirennläufer. Er fuhr fast ausschließlich in der Disziplin Slalom.

## Biografie
Lahdenperä startete im November 2000 erstmals bei FIS-Rennen. Erste nationale Erfolge feierte er im Jahr 2002, als er dreifacher schwedischer Juniorenmeister wurde. 
Im selben Jahr nahm er erstmals an Juniorenweltmeisterschaften teil, blieb aber ohne Ergebnis. Im folgenden Jahr erreichte er lediglich den 30. Rang im Riesenslalom. 2004 fand er dann Anschluss an die nationale Spitze und gewann im Riesenslalom seinen ersten schwedischen Meistertitel, bei den Juniorenweltmeisterschaften kam er auf den achten Platz im Slalom und den neunten Platz im Riesenslalom.
International etablierte sich Lahdenperä ab Anfang 2005 in den Europacuprennen mit zwei zweiten Plätzen im Slalom. In der Saison 2005/06 fuhr er in fünf der letzten sieben Slalomrennen unter die ersten Drei und belegte am Ende in der Disziplinenwertung hinter seinem Landsmann Mattias Hargin den zweiten Rang. Nachdem er am 16. Januar 2005 beim Lauberhornslalom von Wengen bereits ein erstes Weltcuprennen bestritten hatte, rückte er in der Saison 2006/07 in den schwedischen Weltcupkader auf. Im zweiten Rennen der Saison in Beaver Creek fuhr er überraschend auf den neunten Platz; es sollte dies das beste Ergebnis seiner Karriere bleiben. In dieser Saison fuhr er noch weitere viermal in die Punkteränge, auch ein Jahr später konnte er fünfmal punkten.
In der Saison 2008/09 gelang Lahdenperä kein einziges zählbares Resultat. In der Saison 2009/10 fuhr er wieder dreimal unter die besten 20 und erzielte mit Platz 13 im Slalom von Zagreb sein zweitbestes Weltcupresultat. Zudem erreichte er im Europacup erstmals seit vier Jahren wieder Podestplätze und gewann damit die Slalomwertung. Weniger gut verlief die Weltcupsaison 2010/11, in der ein 19. Platz im Slalom von Val-d’Isère das beste Ergebnis war. In der Saison 2011/12 konnte Lahdenperä nur im zweiten Weltcupslalom als 26. punktete und sich sonst nie für den zweiten Durchgang qualifizieren. Die Saison 2012/13 musste Lahdenperä vorzeitig abbrechen, während der in der Saison 2013/14 siebenmal in die Punkteränge fuhr. In der Saison 2014/15 war der 11. Platz in Levi sein bestes Ergebnis, in der Saison 2015/16 der 14. Platz in Val-d’Isère. Nachdem er im Winter 2016/17 nur zweimal ein zählbares Ergebnis vorweisen konnte, erklärte Lahdenperä Ende April seinen Rücktritt vom Spitzensport.

## Erfolge

### Juniorenweltmeisterschaften
- Briançonnais 2003: 30. Riesenslalom
- Maribor 2004: 8. Slalom, 9. Riesenslalom, 30. Super-G
- Bardonecchia 2005: 14. Riesenslalom, 19. Super-G, 34. Abfahrt

### Weltcup
- 10 Platzierungen unter den besten 15 in Einzelrennen
- 2 Podestplätze bei Mannschaftswettbewerben, davon 1 Sieg

### Weltcupwertungen
| Saison  | Gesamt | Gesamt | Slalom | Slalom |
| Saison  | Platz  | Punkte | Platz  | Punkte |
| ------- | ------ | ------ | ------ | ------ |
| 2006/07 | 81.    | 73     | 27.    | 73     |
| 2007/08 | 89.    | 54     | 32.    | 54     |
| 2009/10 | 84.    | 60     | 29.    | 60     |
| 2010/11 | 111.   | 33     | 42.    | 33     |
| 2011/12 | 138.   | 5      | 52.    | 5      |
| 2013/14 | 68.    | 80     | 24.    | 80     |
| 2014/15 | 79.    | 75     | 24.    | 75     |
| 2015/16 | 85.    | 78     | 28.    | 78     |
| 2016/17 | 110.   | 28     | 40.    | 28     |

### Europacup
- Saison 2005/06: 2. Slalomwertung
- Saison 2009/10: 1. Slalomwertung
- 10 Podestplätze

### Weitere Erfolge
- 5 schwedischer Meistertitel: Riesenslalom 2004, Slalom 2006, Kombination 2006 und 2007, Parallelslalom 2006
- Dreifacher Schwedischer Juniorenmeister (Riesenslalom, Super-G und Kombination 2002)
- 2 Podestplätze im Australia New Zealand Cup, davon 1 Sieg
- 14 Siege in FIS-Rennen